# Agenția Națională Antidrog
Agenția Națională Antidrog (ANA) a fost o organizație guvernamentală din România.
A fost înființată în anul 2003, prin instituționalizarea cadrului de lucru al Comisiei Interministeriale Antidrog și crearea unei structuri guvernamentale moderne, care să răspundă cerințelor europene în domeniu. În anul 2024, Agenția Națională Antidrog (ANA) a fost desființată, atribuțiile sale fiind preluate de o nouă instituție Agenția Națională pentru Politici și Coordonare în Domeniul Drogurilor și al Adicțiilor